# Wapen van Chastre

Wapen van Chastre.

Wapen van Chastre is het heraldisch wapen van de Waals-Brabantse gemeente Chastre. Dit wapen werd op 22 april 1969 eerst aan de gemeente Chastre-Villeroux-Blanmont toegekend en op 4 juli 1978 in ongewijzigde vorm aan de fusiegemeente Chastre toegekend.

## Geschiedenis
Na de fusionering in 1977 van Chastre-Villeroux-Blanmont, Cortil-Noirmont, Gentinnes en Saint-Géry tot de fusiegemeente Chastre werd uiteindelijk besloten het nog geen tien jaar eerder toegekende wapen van Chastre-Villeroux-Blanmont over te nemen. Dit wapen bestond uit twee aaneengesloten schilden: heraldisch rechts vindt men het wapen van de familie Kessel, de laatste heren van Blanmont, terwijl men heraldisch links het wapen van de familie d’Onyn, de laatste heren van Chastre, terugvindt.

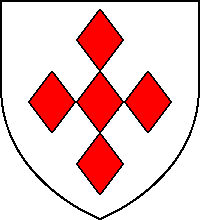
Wapen van de familie van Kessel.
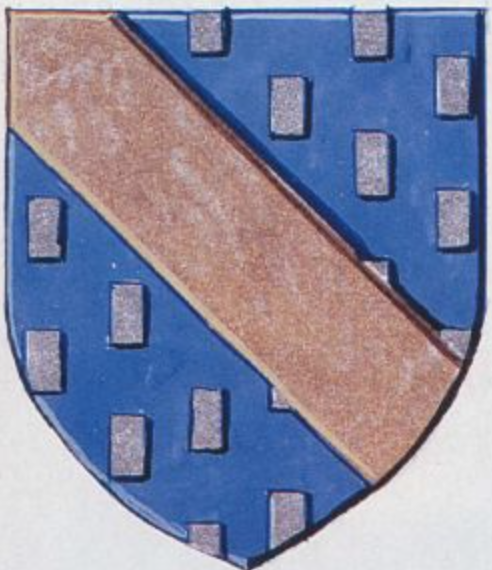
Wapen van de familie d’Onyn.

## Blazoenering
Het huidige wapen heeft de volgende blazoenering:
Deux écus accolés: à dextre: d'argent à cinq losanges de gueules, accolées et aboutées en croix; à senestre: d'azur semé de billettes d'argent, à la bande d'or brochant sur le tout.
Twee aaneengesloten schilden: rechts: in zilver een ruitenkruis van vijf ruiten van keel; links: in azuur bezaaid met staande blokjes van zilver, met een schuinbalk van goud over het geheel.— Omschrijving sinds 4 juli 1978 (zelfde als die van 22 april 1969 voor Chastre-Villeroux-Blanmont).